# Лінда (Каліфорнія)
Лінда (англ. Linda) — переписна місцевість (CDP) в США, в окрузі Юба штату Каліфорнія. Населення — 21 654 особи (2020).

## Географія
Лінда розташована за координатами 39°7′27″ пн. ш. 121°32′32″ зх. д. / 39.12417° пн. ш. 121.54222° зх. д. (39.124172, -121.542274).  За даними Бюро перепису населення США в 2010 році переписна місцевість мала площу 22,13 км², уся площа — суходіл.

## Демографія
Згідно з переписом 2010 року, у переписній місцевості мешкали 17 773 особи в 5440 домогосподарствах у складі 4132 родин. Густота населення становила 803 особи/км².  Було 6084 помешкання (275/км²).
Расовий склад населення:
| - 56,1 % — білих - 13,0 % — азіатів - 4,1 % — чорних або афроамериканців - 2,0 % — корінних американців - 0,5 % — вихідців з тихоокеанських островів - 17,0 % — осіб інших рас |

До двох чи більше рас належало 7,3 %. Частка іспаномовних становила 32,5 % від усіх жителів.
За віковим діапазоном населення розподілялося таким чином: 33,4 % — особи молодші 18 років, 59,3 % — особи у віці 18—64 років, 7,3 % — особи у віці 65 років та старші. Медіана віку мешканця становила 27,9 року. На 100 осіб жіночої статі у переписній місцевості припадало 100,1 чоловіків;  на 100 жінок у віці від 18 років та старших — 96,1 чоловіків також старших 18 років.
Середній дохід на одне домашнє господарство  становив 45 879 доларів США (медіана — 36 836), а середній дохід на одну сім'ю — 47 816 доларів (медіана — 38 892). Медіана доходів становила 35 979 доларів для чоловіків та 31 855 доларів для жінок. За межею бідності перебувало 32,6 % осіб, у тому числі 43,5 % дітей у віці до 18 років та 16,8 % осіб у віці 65 років та старших.
Цивільне працевлаштоване населення становило 5778 осіб. Основні галузі зайнятості: освіта, охорона здоров'я та соціальна допомога — 23,1 %, роздрібна торгівля — 14,8 %, мистецтво, розваги та відпочинок — 11,4 %, науковці, спеціалісти, менеджери — 9,7 %.